# Komi (republiek)

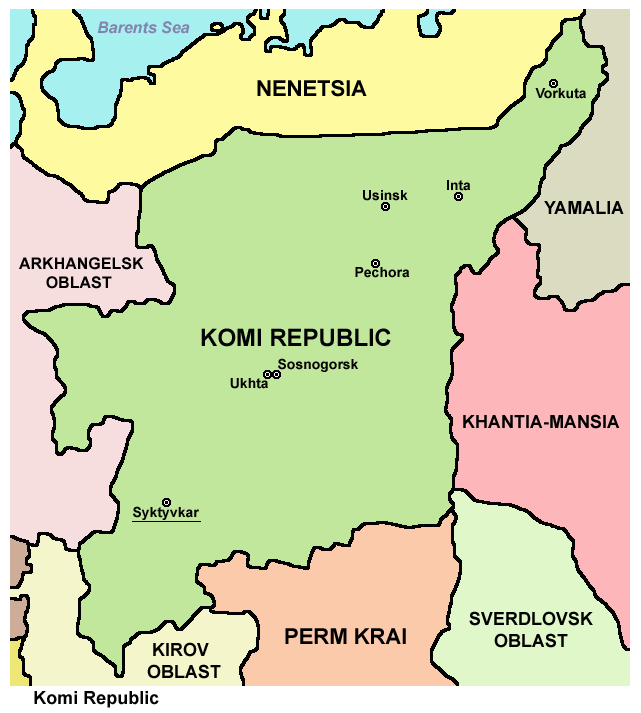
Belangrijkste plaatsen

Komi (Russisch: Коми) is een autonome republiek van Rusland, die zich uitstrekt over de noordoosthoek van Europees Rusland. 

## Geografie
De republiek heeft een oppervlakte van 416.774 km² en telde 1.018.674 inwoners bij de census van 2002. De bergen van de Oeral vormen de oostgrens. De hoofdstad is Syktyvkar (230.000 inw). De voornaamste rivieren zijn de Petsjora in het noorden en de Vytsjegda in het zuiden. 

## Bevolking
Een kwart van de bevolking spreekt het Komi-Zurjeens, een Finoegrische taal. 65% van de bevolking zijn etnische Russen terwijl dat in 1926 nog maar 6,6% was.

## Economie
De voornaamste bestaansmiddelen zijn jacht, visserij en houtindustrie. Belangrijke industriële centra zijn Vorkoeta, Inta, Petsjora en Oechta (steenkool, aardolie, aardgas, ijzererts), die alle aan de Noordelijke spoorlijn liggen, die naar het zuidwestelijker gelegen Kotlas voert, een stad in de oblast Archangelsk en naar het noordoosten, naar Labytnangi in het noordwesten van de autonome republiek Jamalië in West-Siberië. Met name Vorkoeta heeft een beruchte klank, door haar ontstaan als Goelag-strafkamp, maar ook in de andere steden waren Goelagkampen gevestigd. 

## Geschiedenis
Een groot deel van de industrie en infrastructuur is ontstaan door toedoen van de honderdduizenden Goelagdwangarbeiders die er tussen 1929 en 1953 heen werden gestuurd. In deze periode werd door de regionale overheid zelfs aangedrongen bij de NKVD om de gevangenen niet uit het gebied weg te halen, daar de regio er toen zeer van afhankelijk was voor grote projecten.
In de jaren 30 verloor de regio een tijdlang de zeggenschap over een groot deel van haar gebied, dat toen door de NKVD/OGPOe zelf werd bestuurd. In die tijd werd de regio ook 'gezuiverd' van nationalistische en invloedrijke personen, wetenschappers, etnische Duitsers en vele andere 'vijanden van het communisme'. Ook werden toen duizenden 'speciale kolonisten' naar het gebied gebracht om het te gaan bewonen en te ontwikkelen. In 1936 werden er meer dan 2000 gevangenen tegelijkertijd geëxecuteerd (waarvan een deel door ze levend te verbranden) bij de rivier de Oechtarka vanwege een opstand in een van de kampen van de Oecht-Petsjlag. Tijdens de Grote Zuiveringen werden er vooral in de Goelagkampen rond Vorkoeta veel gevangenen geëxecuteerd (ruim 2700).
De republiek Komi was vanaf 22 augustus 1921 een autonome oblast en vanaf 5 december 1936 de Komi Autonome Socialistische Sovjetrepubliek binnen de Russische Socialistische Federatieve Sovjetrepubliek. Ten tijde van het uiteenvallen van de Sovjet-Unie kreeg de republiek op 23 november 1990 de status van socialistische sovjetrepubliek, die op haar beurt op 26 mei 1992 weer werd omgevormd tot de republiek Komi.
Op 17 februari 1994 nam het parlement van de republiek Komi een eigen grondwet aan en op 8 mei van dat jaar volgden de eerste verkiezingen voor de functie van "Hoofd van de Republiek Komi". Deze werden gewonnen door Joeri Spiridonov, die eerder de functies had vervuld van eerste secretaris van de CPSU in de Komi ASSR (1989-1990) en voorzitter van de Opperste Sovjet van de republiek (1990-1994; een functie vergelijkbaar met die van president).
Op 6 juni 1994 werden het wapen, de vlag en het volkslied van de republiek Komi officieel bevestigd. In 1997 zou de vlag nog van formaat wijzigen, van 1:2 naar 2:3.

## Politiek

### Staatshoofd
De hoogste functie binnen de Republiek Komi is die van Hoofd (Zurjeens: Юралысь, Joeralys; Russisch: Глава, Glava), die binnen het staatsbestel zowel de rol van president als die van voorzitter van de ministerraad vervult. Het hoofd wordt voor een ambtstermijn van vier jaar gekozen door het parlement, de Staatsraad. Sinds de functie is ingesteld, is deze vervuld door vier personen:
| Naam                              | Van               | Tot               |
| --------------------------------- | ----------------- | ----------------- |
| Joeri Aleksejevitsj Spiridonov    | 1 december 1994   | 15 januari 2002   |
| Vladimir Aleksandrovitsj Torlopov | 15 januari 2002   | 15 januari 2010   |
| Vjatsjeslav Michajlovitsj Gajzer  | 15 januari 2010   | 30 september 2015 |
| Sergej Anatoljevitsj Gaplikov     | 30 september 2015 | 2 april 2020      |
| Vladimir Viktorovitsj Oejba       | 2 april 2020      |                   |

Evenals veel van zijn collega's in andere republieken is Gaplikov een etnische Rus. Zijn directe voorganger, Vjatsjeslav Gajzer, is daarentegen een etnische Zurjeen. Hij werd in 2015 afgezet wegens corruptie.

### Parlement
De Republiek Komi heeft een eenkamerparlement, de Staatsraad (Zurjeens: Каналан Сӧвет, Kanalan Sövet, Russisch: Государственный Совет, Gosoedarstvenny Sovet). Dit is het hoogste wetgevende orgaan binnen de republiek en vervangt sinds 1995 de Opperste Sovjet van de Republiek. De Staatsraad bestaat uit dertig leden, die voor een periode van vier jaar door de bevolking worden verkozen.
De zetelverdeling binnen de Staatsraad is sinds 2020:
| Partij                                           | Fractievoorzitter                | Aantal zetels |
| ------------------------------------------------ | -------------------------------- | ------------- |
| Verenigd Rusland                                 | Sergej Vjatsjeslavovitsj Artejev | 20            |
| Communistische Partij van de Russische Federatie | Viktor Viktorovitsj Vorobjov     | 4             |
| Liberaal-Democratische Partij van Rusland        | Jana Janovna Vokoejeva           | 3             |
| Rechtvaardig Rusland                             | Tatjana Aleksejevna Saladina     | 1             |
| Vaderland                                        | Jelena Sergejevna Ivanova        | 1             |
| Groen Alternatief                                | Viktor Vasiljevitsj Betechtin    | 1             |